# プラントベース

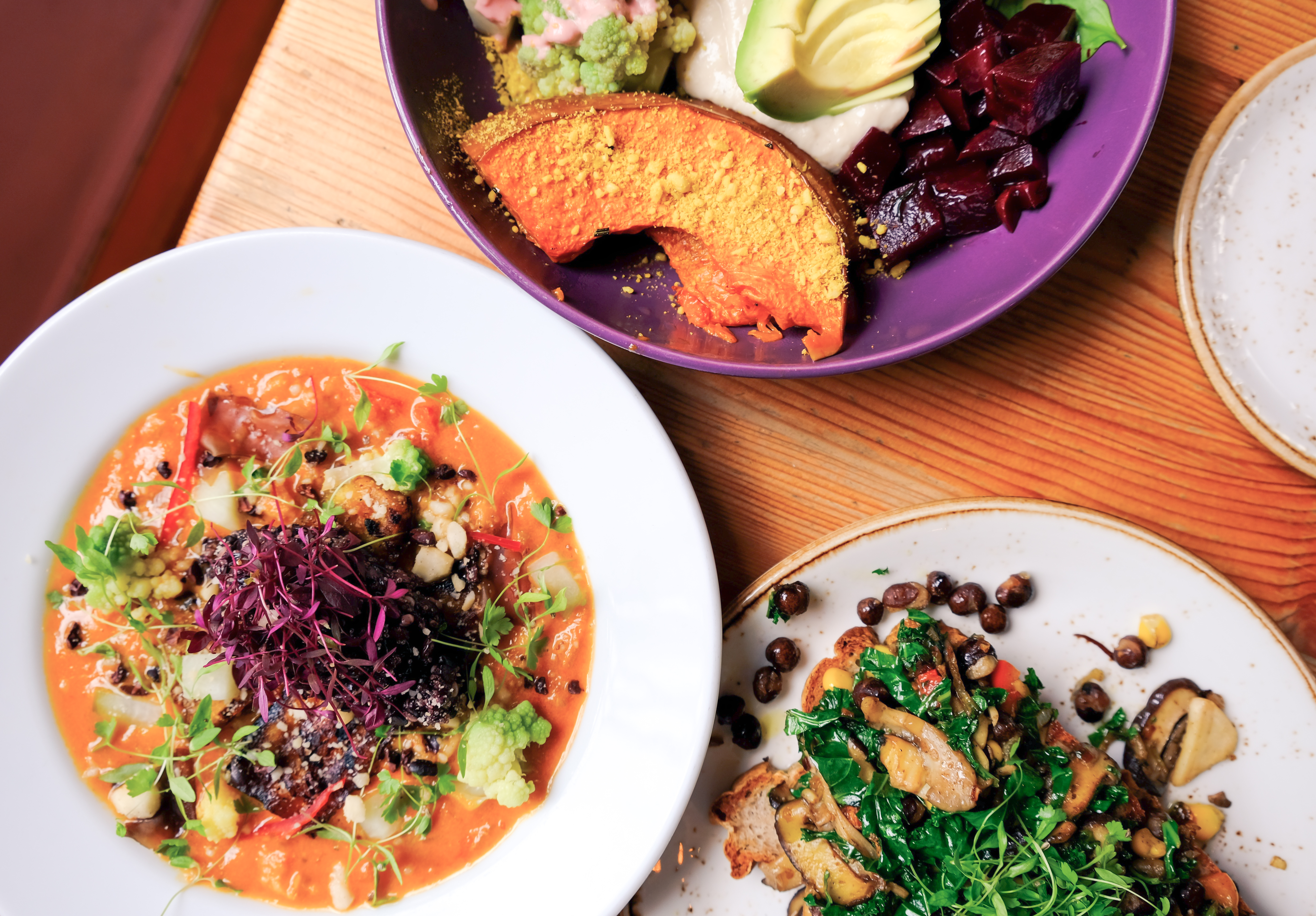
プラントベースを用いた料理

プラントベース（英：plant base）は、直訳すると「植物由来」を指す。
プラントベースフードともいう。肉料理や魚料理の食感や味わいを再現した食品もある。
このページではプラントベース全般について言及する。

## 概要
日本政府や農林水産省は、プラントベースをフードテック、国民生活におけるサステナブルな選択肢のひとつと捉えている。
また消費者庁は“近年、多様な消費者の嗜好を反映し、動物性原材料ではなく、植物由来の原材料を使用した食品が増えている。プラントベース食品は、このような植物由来の原材料を使用し、畜産物や水産物に似せて作られていることが特徴である。これまでに、大豆や小麦などから、｢肉｣、｢卵｣、｢ミルク｣、｢バター｣「チーズ」などの代替となる加工食品が製造・販売されている。また、一部の飲食店においてメニューとして提供などもされている”と周知している。
プラントベースフードは植物由来であることから現在、アレルギー疾患があるといった健康上の理由で肉や魚が食べられない人や、宗教上の理由で肉が食べられない人、動物愛護や環境問題への配慮などを理由に実践する人、またはベジタリアン、もしくはヴィーガンであるため、食生活にプラントベース・ダイエットを取り入れている人もいる。

## 主なプラントベースフード

### 代替肉
牛、豚、鶏肉を原材料とせずに、植物性由来原材料を用いてお肉の食感や味わいを再現した食品を指す。日本では「畑の肉」という言葉が存在するように、代表的な代替肉として大豆ミートが広く認知されている。

#### 大豆ミート
大豆たんぱくからできた代替肉。ソイミートとも呼ばれる。精肉コーナーで販売されているようにブロック、薄切り、ミンチ形状のものまであり、さまざまな料理に使用可能。

#### グルテンミート
小麦たんぱくからできた代替肉。セイタンとも呼ばれる。缶詰や瓶に入った商品が国内では流通している。

#### えんどう豆ミート
えんどう豆からできた代替肉。エンドウミートとも呼ばれる。ピープロテイン（エンドウタンパク）を主原料とする。大豆ミート、グルテンミートはそれぞれ大豆アレルギー、小麦アレルギーを持つ人は食べられないが、えんどう豆は大豆アレルギーの原因とはなりえないため、基本的に除去する必要もなく安心して口に入れられることから、アレルゲンフリーな食品として主に海外で流通しているが、国内でも販売され始めている。
ブロック、スライス、顆粒、フレーク、粉状などさまざまな形状で商品化されており、メニューに合わせて使用できる。

### 代替乳
動物性由来の牛乳で作られた乳飲料、乳製品を植物性由来の原材料で食感や味わいを再現したもの、もしくは乳飲料、乳製品の代替品となりえる飲料、製品を指す。
牛乳アレルギーで牛乳をまったく口にできない人や、宗教上の理由で口の中に入れないと決めている人、ベジタリアン特にヴィーガンの人たちだけではなく現在は、動物愛護家、環境問題に高い関心がある人、それらの栄養価の高さから健康志向の人などから支持を得ている。

#### 代替乳飲料
国内で最も飲まれている乳飲料はやはり、学校給食でも提供されている牛乳（動物性由来）といえるが、昔から販売されている豆乳に加え、アーモンドミルク、オーツミルク、ココナッツミルク、ライスミルクが植物性由来の乳飲料として市場に出回っている。
豆乳を製造しているキッコーマンの商品ラインアップを例に説明するとバナナ、いちご、マンゴー、メロン、白桃といったくだもの味の豆乳、アーモンド、マカダミアナッツ、ピスタチオといったナッツ味の豆乳、ブラックチョコ、ティラミス、どら焼き、チョコミント、プリンといったお菓子味の豆乳など多岐にわたりさまざまなバリエーションがあり、消費者にとっては魅力的な選択肢が豊富に用意されているため“代替”乳飲料という認識を持たないまま、おいしいから・味が好きだからという理由で購入する人たちも少なくない。

#### 代替乳製品
牛乳不使用、豆乳などの植物性原材料を使用した代替ヨーグルト、代替チーズ、代替バター、代替クリーム、代替アイスクリームなどが、代替乳製品に該当する。

##### ヨーグルト
豆乳ヨーグルト、植物性ヨーグルトといった名称で普及している。ポッカサッポロからは『SOYBIO（ソイビオ）豆乳ヨーグルト』や、『ソヤファーム 豆乳で作ったヨーグルト』シリーズが発売されている。
豆乳ヨーグルトのほか、お米と水、乳酸菌から作られたお米ヨーグルト、アーモンドミルクヨーグルト、ココナッツミルクヨーグルトがさまざまなメーカーから発売されている。

##### チーズ
植物性チーズ、アナログチーズ、イミテーションチーズ、人工チーズとも呼ばれるもので、J-オイルミルズからは『Violife』というブランドにて、ココナッツオイルを用いた植物生まれのチーズ（スライス・シュレッド・クリーミィ）が発売されている。

##### バター
前出のJ-オイルミルズからは代替チーズと同一のブランド『Violife』よりそら豆とその他の素材、ココナッツオイルなどの植物油脂を合わせたプラントベースバターが製造・販売されている。

##### クリーム
通常は生クリームがないときに牛乳、バター、コーヒーフレッシュ、ゼラチン、水切りヨーグルトなどで作った代用品を代替クリームと呼ぶことが多いようであるが、ここでは牛乳の代わりに豆乳を用いたホイップクリームを指す。

##### アイスクリーム
プラントベースアイスクリーム、代替アイスクリームともいえるが、比較的ヴィーガンアイスという名称で浸透し、親しまれている。既に大手メーカーから商品化されているほか、ウィーガンアイスを専門に取り扱っているお店もあり、通信販売で取り寄せる、実店舗でイートイン、テイクアウトもでき、気軽に楽しめるようになった。

### 代替魚
昔からなかなか手に入りにくい高級魚料理を比較的手に入りやすい安価な魚介類で代用し供する文化があった。その際にその材料を主に代用魚、代替魚とも呼んでいたこと、また今でもそうだということを最初に説明しておく。そのためかネット上ではプラントベースシーフード、代替シーフード、代替ツナ、代替+魚名、プラントベース+魚名、ウィーガン刺身などバラエティ豊かな名称で表記されている。
あづまフーズ株式会社は次世代シーフードというキャッチコピーで、こんにゃく粉ほかを原材料としてサーモン、マグロ、イカを再現した『まるで魚シリーズ』を販売している。
また、2022年6月4日よりアメリカのアリサンオーガニックセンターの日本法人アリサン有限会社が大豆加工品や菜種油、小麦グルテンなどを原材料として用いたOmniFoods社の『OMNIツナ』を国内販売開始した。

### 代替はちみつ
はちみつもミツバチから採取するため動物性由来の原材料であるが、単純にその甘味を再現させたければ砂糖をはじめ、メープルシロップ、みりん、水あめ、ジャム、オリゴ糖が代用品となり得てきた。
しかし砂糖は製造過程で、動物の骨（牛や豚の骨を焼いて作った黒い粒状の骨炭）が用いられているため、ヴィーガンの人々はその使用も避けていると言われている。
2021年10月2日、アメリカ合衆国カリフォルニア州を拠点としているフードテック企業のMeliBio社が世界初、本物のミツバチを使わないものの分子的に本物と同じといえる真の“代替はちみつ”なるものを商品開発し、発表した。ただ分子的に一致しているだけではなく、本物さながらの味、滴り、広がりまでが再現されているという。
なおミツバチについては2006年から2015年にかけて、その数が急減しているとした研究結果がある。世界の作物の85％がミツバチの受粉に依存しているといわれており、ミツバチの減少は世界食糧生産において少なからず影響を及ぼすといえるなか、代替ハチミツの登場はミツバチの絶滅危機を救う可能性もある。

### 代替卵
国内で多く流通し、食べられている卵はもちろん動物性由来の鶏卵であるが、キユーピー株式会社は2021年6月10日から豆乳加工品をベースに半熟に仕上げたスクランブルエッグと同形状のプラントベースフード『HOBOTAMA』を開発し、飲食店の朝食メニューやサンドイッチに使用するための業務用商品として市場に送り出していたが、液卵形状（加熱用）のものと合わせ2022年3月17日から、市販品の流通も開始した。
ちなみに上記商品は卵アレルギーを理由に卵を食べられない人々に選択肢を与え、楽しみを提供できた点などが評価され、公益財団法人日本デザイン振興会主催『2022年度グッドデザイン賞』を受賞した。
ヴィーガニズムを食生活に取り入れている人々が回避している動物性由来食品は、
肉／魚／卵／乳製品／ハチミツ／白砂糖／魚からとった出汁／牛骨、豚骨など動物の骨からとった出汁／ゼラチン
であるが、これまで説明してきたようにプラントベースフードは主に上記の代替品として登場してきた。しかしこれらはもちろんヴィーガニズムの人たちだけのために製造・販売されているわけではない。
これらの多くは、味わいや食感などおいしさも追求し、再現性の高い商品として開発、製造、販売され始め、ヴィーガン、ベジタリアンだけにとどまらず躊躇なく動物性由来の食品を口にできる消費者にもダイエット、美容、アンチエイジングなど健康上の目的、病中病後食としてなどさまざまな切り口から、受け入れられつつある。

## 普及により期待できる効果

### 環境問題の解消
環境問題といえば2015年に制定、2016年に発効した「パリ協定」には日本も批准している。パリ協定は1997年に制定された「京都議定書」の後継で、2020年以降の気候変動問題に関する地球温暖化対策の国際的な枠組みである。
また2020年、日本政府は2050年までに温室効果ガスの排出を“全体として”ゼロにする『カーボンニュートラル』を目指すと宣言した。排出を“全体として”ゼロとしたのは、二酸化炭素やメタンといった温室効果ガスの人為的排出量から、植林や森林管理などによってもたらされる植物による人為的吸収量を差し引き、実質的にプラスマイナスゼロにするという意図があるためだ。
これまで地球環境悪化の一因として取り沙汰されてきたのが、畜産・酪農による牛、豚、鶏などの肥育である。これは日本にかぎったことではないが畜産・酪農による地球上資源の大量消費と温室効果ガスの大量発生が世界的な大問題となっている。

#### 地球上資源の大量消費
具体的には牛、豚、鶏などの肥育には広大な放牧地などが必要とされ、実に放牧地として使用されている土地は、世界の土地の26％ともいわれている。
1年間に世界中で食されるために牛は3億頭、豚は14億頭、鶏は580億頭肥育・出荷されており、これだけの数の牛、豚、鶏に与えられる飼料、使われる水資源がどれだけ莫大なものかは容易に想像できる。

#### 温室効果ガスの大量発生
地球温暖化に拍車をかけ、気候変動、海面上昇といった深刻な問題をもたらすといわれているのが、二酸化炭素やメタンといった温室効果ガスである。
年間3億頭の牛、14億頭の豚、580億頭の鶏の排泄物などから発生する二酸化炭素量、さらに家畜3億頭の牛がげっぷをするたびに発生するメタンガス量は相当なものである。
特にメタンガスは強烈で、二酸化炭素の28倍、地球環境に悪影響を及ぼすことがわかっている。
冒頭で述べたように政府は温室効果ガスの排出と吸収でバランスをとる『カーボンニュートラル』を目指しているため、環境問題解消のために畜産・酪農経営者に対し牛、豚、鶏の肥育を減らせ、国民に肉の消費をやめろと呼びかけることはない。
将来的にカーボンニュートラル政策による温室効果ガスの相殺が実現し、それに加えプラントベースの普及・拡大によって飼育頭数が逓減し温室効果ガスの排出が減れば、環境問題の改善が見込める。

### 食糧問題の解消
日本をはじめとする一部の国では少子高齢化による人口減少が予測されている一方でこの先、地球上の人口は増加の一途をたどるともいわれている。
2019年に77億人だった人口が、2030年には85億人、2050年には97億人、2100年には109億人まで増えると予測されている。
特に2050年までに著しい人口増加が見られるとされているのはインド、ナイジェリア、パキスタン、コンゴ民主共和国、エチオピア、タンザニア連合共和国、インドネシア、エジプト、アメリカ合衆国の9カ国で、インドは2027年頃、中国を抜いて世界人口最多国になるといわれている。
2022年現在も、貧困国を中心に食料不安、栄養失調、飢えという問題に直面しているが、この先も食料生産体制が現状維持で人口だけが増加してしまうようであれば、近い将来、多くの人たちの食卓に肉や魚は届かなくなる。
しかしプラントベースフードが普及・拡大し、全世界に流通するようになれば、たとえ人口が増加して肉や魚が足りなくなっても先進国を中心に食料不安が解消できる。また安価で大量に生産できるようになれば現在、貧困国を悩ませている栄養失調や飢えの問題も解決できる可能性もある。

### アレルギー患者のQOL向上
これまで動物性由来原材料のアレルギーに悩まされ、食べることを制限されていた人たちにメニューの選択肢を増やし、本当は食べたかったけどガマンしてきたと言う人たちの生活の質（QOL）についての満足度を高めることが期待できる。
食品表示法では後述する原材料でアレルギーを発症する人がいるため、原材料にえび、かに、小麦、そば、卵、乳、落花生の7品目が使用されている場合は表示が義務付けられ、アーモンド、あわび、いか、いくら、オレンジ、カシューナッツ、キウイフルーツ、 牛肉、くるみ、ごま、さけ、さば、大豆、鶏肉、バナナ、豚肉、まつたけ、もも、やまいも、りんご、ゼラチンの21品目が使用されている場合は表示が推奨されてきた。
つまり上記28品目の原材料のうち、えび、かに、卵、乳、あわび、いか、いくら、牛肉、さけ、さば、鶏肉、豚肉、ゼラチンを一切使わないプラントベースフードが登場したことでアレルギーで苦しむ人たちの食事メニューの選択肢は増えたといえる。
ただしプラントベースフードのなかには豆乳など大豆由来の食品を原材料としているものもあることから、大豆アレルギーがある人にとってプラントベースフードは、アレルギーが出ないカラダにやさしい食べ物とは言い切れない。

### ヴィーガンの普及
プラントベースフードの普及は、ヴィーガンの普及と同義といえる。動物愛護主義、宗教の教え、自身の健康のためにと理由や動機はさまざまであるが、牛肉、豚肉、鶏肉、乳飲料、乳製品、魚介類、ハチミツなどを一切断っているのがヴィーガンである。前述のとおり、なかには動物の骨炭が生産工程に使用されているという理由で砂糖を摂らない人たちもいる。
周囲から理解を得られにくい、人間関係が微妙になる、現在の一般的な日本人の食生活とは程遠いヴィーガンであるが、プラントベースフードの普及・拡大によってヴィーガンの存在や意義など多くの人が知ることとなり、さまざまな理由でこれまで完全菜食主義に踏み切れなかったベジタリアンの人たちのヴィーガン転向も増える可能性が高まる。

## 日本国内におけるプラントベースをめぐる動き

### 政府や省庁の取り組み
環境省は2019年11月、主催する第7回グッドライフアワードでベジタリアン・ヴィーガン実践者による社会貢献活動団体「ミートフリーマンデーオールジャパン（MFMAJ）」の取り組み「ベジエイド」プロジェクトに実行委員会特別賞を付与した。
なお同アワードでの実行委員会特別賞は全28件あり、うち森里川海賞が3件選出された。その受賞団体のひとつがミートフリーマンデーオールジャパンである。
2020年6月に発行した令和2年版環境・循環型社会・生物多様性白書作成過程でミートフリーマンデーオールジャパンを紹介する記事掲載を予定していたが、農林水産省畜産振興課が「肉の消費を減らしていく」という文章の記述について反対するとの意見を環境省に伝えたため、その部分は削除され、掲載は実現しなかったとしている。
2021年3月16日、農林水産省フードテック官民協議会第２回提案・報告会において、PlantBasedFood普及推進WT（ワーキングチーム）の新規設立が提案され、翌月には第1回ミーティングが実施された。
“生活者が、自らの健康だけでなく、気候変動などの地球危機ならびにそれらと連鎖する食をめぐる課題を自分ごと化し、日々の生活においてサステナブルな選択ができるよう、その行動変容を促す施策について、フードバリューチェーン上のステーホルダー全員で多角的な観点から検討する”ことを趣旨・目的としている。
2022年3月11日、フードテック官民協議会第4回提案・報告会が開催され、そこでPlant Based Food 普及推進ワーキングチームは、令和3年度の活動概要と成果、今後について以下のとおり発表した。
- 第1回ミーティング（2021年4月22日）参加者：120名
  - テーマ:「食はどう変わってきたのか、どう変わっていくのか?」
    - 登壇者:石川伸一氏（宮城大学教授）

- 第2回ミーティング（2021年6月25日）参加者：108名
  - テーマ:「みどりの食料システム戦略について～食料・農林水産業の生産力向上と持続性の両立をイノベーションで実現～」
    - 登壇者:久保牧衣子氏（農林水産省環境政策室長）

- 第3回ミーティング（2021年10月5日）参加者：84名
  - テーマ：「PBFを取り巻く世界の潮流と日本でのチャレンジ」
    - 登壇者
      - 田中宏隆氏（株式会社シグマクシス常務執行役員）、
      - 西倉一郎氏（亀田製菓株式会社食品事業本部シニアマネージャー）、
      - 村田靖雄氏（オイシックス・ラ・大地株式会社経営企画本部FFF＆グループ支援室兼Future Food Fund株式会社ファンドマネージャー）

プラントベースフードの世界の動きやマクロ的な動き、社会的なニーズ、必要性を認識でき、それにまつわる課題も共有、地球規模で見た際のタンパク質の必要性、過去、現在、未来においての動向、「みどりの食料システム戦略」を通じての日本の戦略、また、現在、代替タンパクがどうなっているか、そのうちのプラントベースフードの位置づけについて、日本の取組、世界の取組について共有化した。今後は、実行のフェーズとして、プラントベースフードが日本の生活者・消費者にとって自分事化し、プラントベースフードが身近に手に取れる社会の実現に向けてアクションをしていく。
2021年6月、ISO（国際標準化機構）に置かれている食品専門委員会ISO/TC34において、「Plant-based foods - Terms and definitions（植物性食品–用語及び定義）」についての新規提案があり投票の結果、承認されたため10月より作業開始している。これは100％植物性の食品の定義及び原料等について定めた規格となる。農林水産省フードテック官民協議会第4回提案・報告会の資料によると、
“我が国としても、フードテック官民協議会会員、大豆ミート製造事業者等と連携しつつ、議論に積極的に参加し、国際規格の開発に貢献の意向”とプラントベースの普及・拡大に前向きととれる方向性を示している。
2021年6月8日、環境省から令和3年版 環境・循環型社会・生物多様性白書が発出され、そのなかで『食の一つの選択肢としての代替肉』というタイトルのコラムが掲載された。
“現代は、見た目や食感も肉に近い代替食材が開発されるようになり、食の一つの選択肢として、より身近な存在になることが期待されています。”
と明記している	 。
また2021年8月20日、河野太郎内閣府特命担当大臣（規制改革担当大臣、当時）は記者会見で、
今般、プラントベース食品といわれる植物を原料とした食品の表示の明確化を行うことになりました。健康上の理由あるいは宗教上の理由から、食べ物が制約されている方がかなり増えてきております。そうした方々のために、大豆等の植物由来の原料で肉の味や食感を再現してつくる「代替肉」といった、様々な食品が開発されてきております。
と述べ、プラントベース食品等の表示に関するQ&Aを作成したことを公表した。
2022年2月、大豆ミート食品類の日本農林規格（JAS）が制定された。これは大豆ミートの表示の適正化を図り、消費者の適切な商品選択に資することを目指したものである。

### 業界団体

#### 一般社団法人Plant Based Lifestyle Lab
2021年3月にトマトケチャップなどを世に送り出しているカゴメ株式会社を中心に業界団体が立ち上げられた。2021年10月1日には『一般社団法人Plant Based Lifestyle Lab［代表理事：田中康輔（株式会社パソナグループ執行役員）］』へと発展的法人化し、会員企業、大学、官公庁などの産官学が連携してプラントベースフードを取り入れた新しいライフスタイルの提案、プラントベースフードの活用を通してサスティナブル（持続可能）な社会の実現を掲げ、普及・啓発活動に取り組み始めている。
参加企業は以下のとおりである。

##### 正会員
- 伊藤忠商事株式会社、江崎グリコ株式会社、エスビー食品株式会社、オイシックス・ラ・大地株式会社、カゴメ株式会社、兼松食品株式会社
- 亀田製菓株式会社、カルビー株式会社、キユーピー株式会社、クックパッド株式会社、株式会社ぐるなび、ケンミン食品株式会社
- CBC株式会社、株式会社J-オイルミルズ、敷島製パン株式会社、DAIZ株式会社、株式会社力の源ホールディングス
- 株式会社TWO、豊田通商株式会社、日清食品ホールディングス株式会社、株式会社ニップン、株式会社パソナグループ
- 不二製油グループ本社株式会社、丸紅株式会社、株式会社モスフードサービス、森永乳業株式会社、株式会社ロッテ

##### 賛助会員
- アサマ化成株式会社、株式会社ABC Cooking Studio、CJジャパン株式会社、DIC株式会社（ディーアイシー）、東京ガスコミュニケーションズ株式会社
- 株式会社ニチレイフーズ、株式会社日本アクセス、株式会社mizkan

なお同法人は農林水産省フードテック官民協議会PlantBasedFood普及推進ワーキングチームの事務局となっている。

#### 特定非営利活動法人日本ベジタリアン協会
「人と地球の健康を考える」をテーマに菜食によって、限りある資源を分かち合い共存していく『21世紀のライフスタイル』を提言する1993年から活動している団体で、2020年に認定NPO法人となった。
菜食に関連する啓発活動やコンテンツなどを発信する人物や団体・企業を表彰する「日本ベジタリアンアワード」を始めた団体でもある。現在その主催・運営は日本ベジタリアンアワード委員会となっている。

#### 特定非営利活動法人日本ヴィーガン協会
国内最大のヴィーガン・プラントベース業界の団体。関連企業・団体・個人と提携し、「ジャパニーズヴィーガン」を世界発信できるよう講演会や認証マークの普及、食育や環境問題への啓蒙、動物愛護団体へ寄付などを行っている。
また同協会が監修した『日本ヴィーガン協会公式 ヴィーガンレストランガイド 東京』、『日本ヴィーガン協会公式 ヴィーガンレストランガイド 関西』が2021年に発行されている。

#### 特定非営利活動法人ベジプロジェクトジャパン
企業、教育機関、政府のほか国際組織とも協力してベジタリアン・ヴィーガン・プラントベースという「選択肢」が当たり前にある、そんな社会を作ることを目的に活動しているNPO法人。
基準を満たす製品や飲食店に対しベジタリアン認証・ヴィーガン認証を行っている。これまでカゴメ株式会社、味噌を製造するマルコメ株式会社、レストラン事業を展開するロイヤルホールディングス株式会社などが認証を受けている。

### ヴィ―ガン関連団体・企業

#### ミートフリーマンデーオールジャパン（MFMAJ）
2018年2月から日本で、「菜食で社会貢献と環境保護に同時コミットする」というスタンスで生活困窮者などにさまざまな支援活動を行なっている。
第1日曜日・第3日曜日、路上生活者にプラントベースのお弁当『ソイむす弁当』(ソイミート唐揚げ入りおにぎり)を配布するほか、ヴィーガン料理を提供するこども食堂、一日チャリティ・ヴィーガンカフェ活動なども展開している。

#### NPO法人動物解放団体リブ：ANIMAL LIBERATOR
講演会や読書会を通じてヴィーガンを広め、動物解放活動を行っている。設立者の目黒峰人氏は日本全国の動物園155施設・水族館124施設を訪れ、現地調査を行い、その結果をウェブサイト、YouTube動画で公表している。

#### 認定NPO法人アニマルライツセンター
工場畜産や動物搾取によってもたらされる動物たちの苦痛、苦悩、ヒトによる弱者への暴力や差別のほか、環境問題をなくそうと活動している団体。
21日間のヴィーガン体験ができるレシピや買い物方法といったノウハウやその楽しさを記したメールマガジン送付サービス『ヴィーガン21』を提供しているほか、ヴィーガン・ベジタリアンレストラン、対応の宿・ホテルが探せるポータルサイト『Hachidory』も展開している。

#### 合同会社ビッグうさぎ
ヴィーガン・ベジタリアンレストランガイド向けポータルサイト『ヴィーガンガイド』を展開するほか、日本初で国内唯一のヴィーガン・ベジタリアンの独身男女の出会いの場、恋愛・結婚を後方支援するシステムサイト『ヴィーガン婚活』を提供している。

### ヴィーガン認証制度

#### ベジタリアン認証・ヴィーガン認証マーク
特定非営利活動法人ベジプロジェクトジャパンが実施している認証制度で、製品用。飲食店用がある。
同法人によると基準を満たす製品や、料理提供飲食店に対し認証を付与しており、国内で最も利用されている認証マークと説明している。

#### 日本ヴィーガン協会認証マーク
特定非営利活動法人日本ヴィーガン協会が実施している認証制度で、ヴィーガン向け商品、ヴィーガンメニューを提供するレストラン・ホテルに認証を与えている。
商品はJAS規格0025「ベジタリアン又はヴィーガンに適した加工食品」4・5との適合を確認したうえで、レストラン・ホテルはセミナー受講をもって付与し、現在400以上のレストランが認証を受けている。

### ポータルサイト

#### ヴィーガンレストランガイド
合同会社ビッグうさぎが提供しているヴィーガン・ベジタリアン向けポータルサイト。地域別、評価（星の数）、ヴィーガンレストラン専門店か対応店（メニュー表に記載されているヴィーガン・ベジタリアン向けメニューが2割以上ある）かで、レストランを検索、絞り込むことができる。
そのほか食品通販/店頭販売事業者、ヴィーガンコスメ/ヴィーガンアパレル（アップルレザーなどヴィーガンレザー製品）の販売事業者、イベント/料理講習会情報、ヴィーガン/動物愛護の活動法人などが詳しくまとめられている。

#### Hachidory
特定非営利活動法人アニマルライツセンターが運営しているヴィーガン向けポータルサイト。レストラン、宿・ホテルが検索できるだけではなくレシピ、プラントベース商品、施設、イベントなどに関する情報を入手できる。

#### Vegewel
株式会社フレンバシーが提供している日本初のプラントベースポータルサイト。ヘルシーレストランを地名、店名のほか、ベジタリアン[肉・魚介なし]、ビーガン[肉・魚介・乳・卵なし]、オーガニック、マクロビオティック、低糖質・ローカーボ、グルテンフリーといった区分で探すことができるほか、飲食店取材記事や特集記事が豊富に掲載されている。

#### TOKYO VEGAN
東京ヴィーガンミートアップが運営している東京のヴィーガン関連サイトを集約したポータルサイト。ショップリスト（オンライン・実店舗）、関連団体、レシピ集、料理教室、イベントなどの情報が掲載されている。

#### 日本ベジマップ
特定非営利活動法人ベジプロジェクトジャパンが制作した全国のヴィーガン・ベジタリアン対応店（ショップ・飲食店）をマップ上で探すことができるサイト。日本語のほか英語でも利用することができる。

### アプリ

#### HappyCow
グリーンマンデーグループが提供する世界最大級のベジタリアン、ビーガン対象レストラン検索アプリ。日本でもサービスを提供しているが英語版のみである。
レストランの検索ができるほか、ビーガンフォーラム&チャットボードやコミュニティで他のユーザーと交流や情報発信、意見交換ができるSNS機能も実装されている。

### サービス

#### 婚活
ヴィーガンレストランガイドも運営する合同会社ビッグうさぎが提供しているヴィーガン、ベジタリアンの男女の出会いと恋愛を後押しする婚活サイト。
なお、お相手がヴィーガン、ベジタリアンを生活に取り入れていることに理解を示していても、本人がヴィーガン、ベジタリアンでなければ会員になれない決まりである。2022年12月現在、登録は無料であるが、男女共に2500円／30日の有料サービスとなる。
会員になるとログインしてお相手を検索で探して足あとを残すほかやりとりを申し込み、サイトシステム上でメールを送ったり、ビデオチャットで話したりすることが可能。

#### 惣菜
ヴィーガンスタートアップ企業の株式会社ブイクックがヴィーガン食の冷凍惣菜を定期宅配するサービス『ブイクックデリ』を展開している。
6食セットで4週間毎、2週間毎、毎週と頻度を選べるほか、お試しプラン（単発購入）も可能となっている。

#### VeCAMP
一般社団法人日本VEGANCAMP協会が開催しているキャンプフェスイベント。
『地球に、動物に、身体に、やさしいを体験しよう』をキャッチコピーに自然の中でヴィーガン・プラントベースの飲食、試食会、販売のほかワークキャンプ、アーティストによるパフォーマンスも楽しめる。
2022年は3月19日〜3月20日福岡能古島にて、4月29日〜4月30日山中湖村にて、10月1日三重菰野にて開催された。

## 問題点

### 畜産・酪農との関係
代替肉、代替魚、代替乳の需要が将来的に普及・拡大すれば、畜産・酪農に少なからず影響が生じるおそれがある。
農林水産省が2021年6月に発出した『畜産・酪農をめぐる情勢』によると、担い手の高齢化や後継者不足等を背景に、毎年一定数の経営離脱が続いているうえ、飼養戸数は毎年、減少傾向にあるが、一戸当たり飼養頭数は概ね増加傾向、大規模化が進んでいる旨、明記されており、言い換えると淘汰が進み、業界が再編されているともいえる。
畜産・酪農経営者、従事者にとっては死活問題となるため、農林水産省を中心にプラントベースの普及・拡大を図りつつ、畜産・酪農の安定した経営を支援するなど共存共栄の施策を考えていく必要がある。

### 価格
プラントベースの普及・拡大のカギを握るのは間違いなく価格である。かつて米、魚を食してきた日本人も現在は、お米よりもパンやパスタ、魚よりも肉を好んで食べる傾向が強くなり、食の欧米化が進み根付いた。
お米は計量し、しっかりと水につけて、研ぎ、水量を見て炊飯器などで炊く必要があり、何かと多忙な社会人には受け入れられにくくなっている一方で、パンは買ってきたものをトースターで焼くだけ、パスタもボイルまたはレンジでチンするだけでよくその手軽さで、受け入れられ、選択されるようになったといえる。
しかし魚よりも肉が選ばれるようになった背景は価格である。調理が煩雑な面も否めないがかつては魚介類は安価で手に入れられた。しかし世界的な需要増で島国の日本でも市場に出回らなくなり全体的に肉よりも割高となった。低所得、中所得世帯を中心に食費が家計の大部分を占め圧迫するような家庭では当然、高価な魚よりも比較的安価な肉が選択されるのが自然である。
現状、プラントベースは決してお手頃価格であるとはいえないため、魚と同様の理由でなかなか普及しない可能性がある。もし価格が国民の大部分を占める低所得、中所得世帯を中心に受け入れられる範囲にまで落ち着けば、プラントベースの普及は早まると考えられる。

### おいしさ（賛否両論）
食品業界、外食産業の不断の努力によっておいしくない、まずいものは自然淘汰され、おいしいものばかりを食べてきた日本人の舌は総じて肥えているといえる。また肉・魚特有の脂が乗った高カロリー、高コレステロールな食事を好む傾向が強い。
現状ネット上では大豆ミートといったプラントベースフードに関して、さまざまな匿名意見が見られるが正直、賛否両論である。また味わいや食感は似ていたとしてもプラントベースで舌が肥えた多くの日本人、食が唯一の楽しみだとする日本人をどれだけ満足させられるかが、今後プラントベース商品がヒットするかどうかのカギといえる。

### 動物由来原材料混入の可能性
多くの食品企業は同一工場内で、さまざまな製品を製造しているのが通常であるため、植物性由来100%のプラントベース製品であるにもかかわらず、近くに動物性由来の原材料が置かれているケースも考えられる。そのため生産ラインが異なっていても手違いが生じ、誤って動物性由来の原材料が混入してしまう可能性も否めない

### パッケージなどの確認
ここまで述べてきたように日本国内におけるプラントベース商品は、植物性由来原材料100%であるとは限らないため、ヴィーガン、ベジタリアンはまず、パッケージなどに書かれた原材料、食品添加物、注意喚起の文章なども併せて確認すべきである。
また先述しているようにヴィーガニズムを実践する団体・企業が多数存在し、ヴィ―ガン認証制度やポータルサイト、各種サービスを展開していることから、信頼できる情報をネットで探したり、団体・企業に直接、問い合わせて確認したりすることが重要である。